# Zamczysko w Waniewie

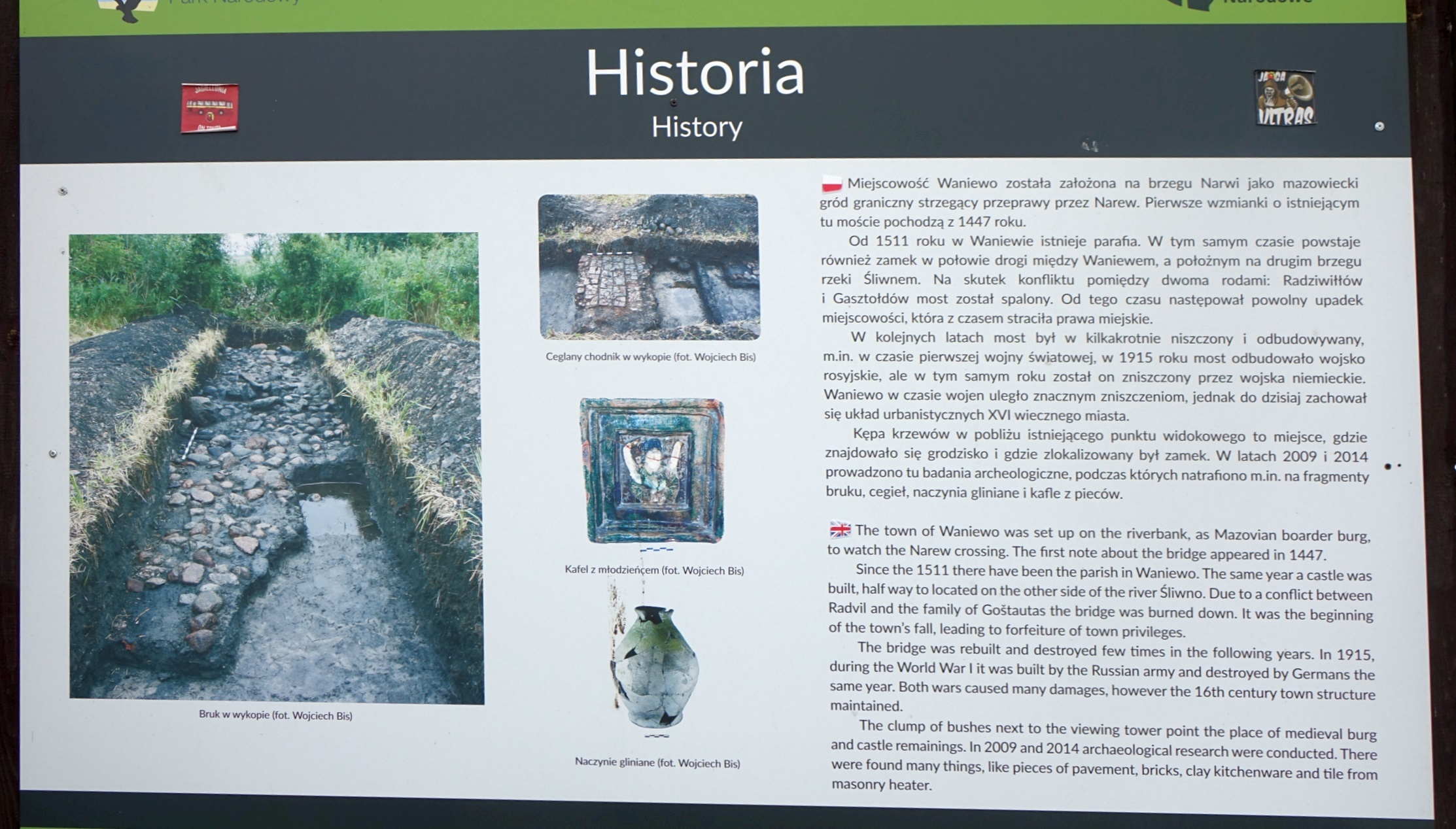
Tablica informacyjna przy kładce Śliwno-Waniewo

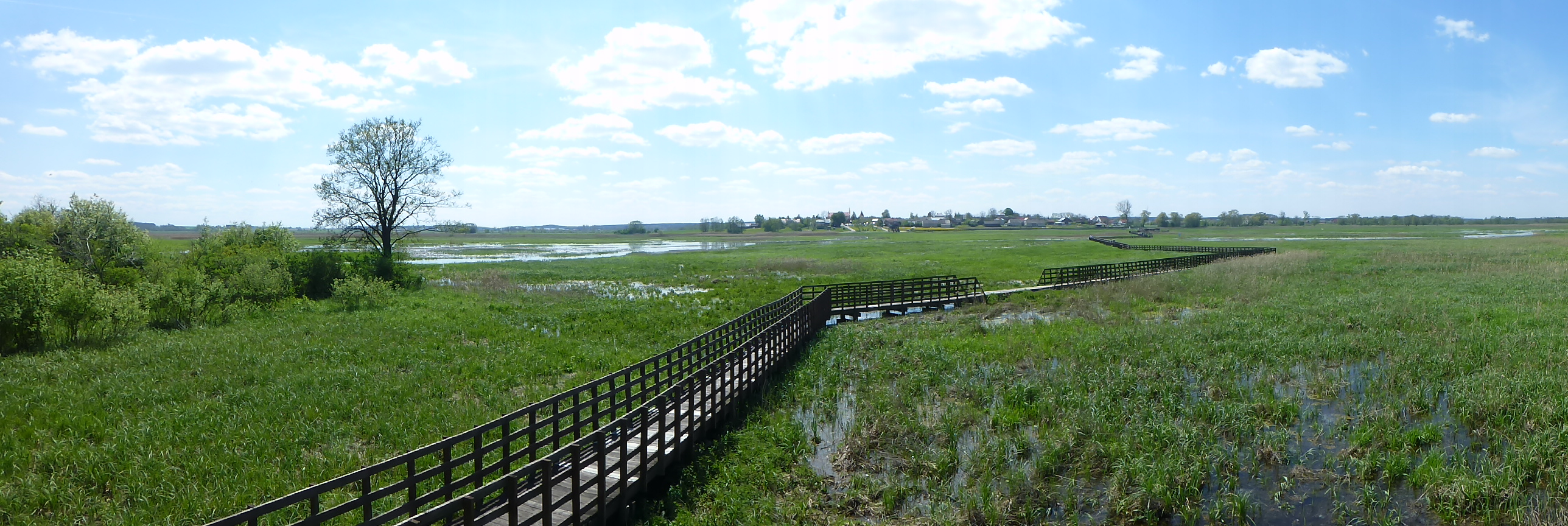
Po lewej stronie widoczna kępa drzew na ruinach zamku

Zamek w Waniewie – nieistniejący prywatny zamek wojewody Mikołaja Radziwiłła Amora zbudowany około 1510 roku na rozlewiskach rzeki Narew pomiędzy miejscowościami Waniewo i Śliwno w województwie podlaskim. Nazywany jest także Grodziskiem lub Zamczyskiem. Zamek służył do kontrolowania przejazdu po moście przez Narew oraz jako siedziba zarządcy waniewskiego klucza majątkowego. 
Zamek znajdował się na wyspie wśród rozlewisk i bagien nad Narwią. Obecnie znajduje się koło niego wieża widokowa będąca częścią turystyczno-edukacyjnej Kładki Śliwno-Waniewo. Teren po dawnym zamku jest nieco wyniesiony ponad obszar bagien i obecnie porośnięty kępą krzewów i drzew.
O zamku istnieje tylko jedna wzmianka w dokumentach. Zachowały się jednak ludowe podania i legendy o strażnicy istniejącej przy przeprawie na Narwi, którą od XV wieku przebiegała granica między Mazowszem a Litwą. Legendy o budowli potwierdziły się podczas wykopalisk archeologicznych. W 2009 i 2014 roku archeolodzy z Instytutu Archeologii i Etnologii PAN w Warszawie pod kierunkiem Wojciecha Bisa przebadali teren zamczyska i odnaleźli bruk, fragmenty naczyń ceramicznych, kafle z herbem Radziwiłłów, szyby, kieliszki, gwoździe, noże, fragment okucia, orczyk i kości zwierząt hodowlanych. Wszystkie te przedmioty pochodzą z pierwszej połowy XVI wieku. Odnaleziono ślady drewnianego budynku o szerokości 13 metrów i długości 25 metrów z brukowanym podcieniem od strony dziedzińca. Po stronie południowo zachodniej istniał przypuszczalnie drugi budynek ustawiony prostopadle do pierwszego (być może gospodarczy). Zabudowania ochraniał wał zbudowany z kamieni łączonych gliną. Błota pod zamek zostały utwardzone brukiem, a obecność kafli świadczy o tym, że przynajmniej niektóre pomieszczenia były ogrzewane. Zamek zbudowany był z drewna, a zajmowany przez niego teren miał powierzchnię około 1 ha.  
Ze źródeł pisanych wynika, że budowlę tę najprawdopodobniej wybudował Mikołaj II Radziwiłł, który od króla Zygmunta I Starego uzyskał w 1510 prawo do założenia miasta Waniewo i pobierania opłaty przy przejeździe przez most. Zamek miał więc przypuszczalnie służyć m.in. do pobierania opłat za przejazd drewnianym mostem przez rozlewiska Narwi. Sam most wzmiankowano już w 1447 roku, w związku z jego budową.   
W 1513 roku doszło do prywatnej wojny między Radziwiłłami i Olbrachtem Gasztołdem, podczas której zamek być może został spalony przez Gasztołdów, ale jeśli do tego doszło to z badań archeologicznych wynika, że miejsce to było użytkowane jeszcze przez kilkadziesiąt lat do początku XVII wieku, gdy uległo ostatecznemu spaleniu. Potem zamku już nie odbudowano, ponieważ przeprawa przez Narew w tym miejscu straciła na znaczeniu. 